# Форт-Рипли (тауншип, Миннесота)
Форт-Рипли (англ. Fort Ripley) — тауншип в округе Кроу-Уинг, Миннесота, США. На 2000 год его население составило 600 человек.

## География
По данным Бюро переписи населения США площадь тауншипа составляет 61,8 км², из которых 57,4 км² занимает суша, а 4,5 км² — вода (7,20 %).

## Демография
По данным переписи населения 2000 года здесь находились 600 человек, 240 домохозяйств и 177 семей.  Плотность населения —  10,5 чел./км².  На территории тауншипа расположено 374 постройки со средней плотностью 6,5 построек на один квадратный километр. Расовый состав населения: 99,00 % белых, 0,17 % коренных американцев, 0,17 % азиатов и 0,67 % приходится на две или более других рас.
Из 240 домохозяйств в 30,0 % воспитывались дети до 18 лет, в 66,3 % проживали супружеские пары, в 2,9 % проживали незамужние женщины и в 26,3 % домохозяйств проживали несемейные люди. 23,8 % домохозяйств состояли из одного человека, при том 10,4 % из — одиноких пожилых людей старше 65 лет. Средний размер домохозяйства — 2,50, а семьи — 2,93 человека.
22,2 % населения — младше 18 лет, 7,0 % — в возрасте от 18 до 24 лет, 26,3 % — от 25 до 44, 25,3 % — от 45 до 64, и 19,2 % — старше 65 лет. Средний возраст — 41 год. На каждые 100 женщин приходилось 104,8 мужчин.  На каждые 100 женщин старше 18 приходилось 105,7 мужчин.
Средний годовой доход домохозяйства составлял 35 500 долларов, а средний годовой доход семьи —  42 125 долларов. Средний доход мужчин —  31 719  долларов, в то время как у женщин — 26 094. Доход на душу населения составил 16 076 долларов. За чертой бедности находились 4,3 % семей и 6,1 % всего населения тауншипа, из которых 9,0 % младше 18 и 1,8 % старше 65 лет.